# Kameruns riksvapen
På Kameruns riksvapen ser man i det röda fältet en karta över landet med Kamerunberget, Västafrikas högsta berg. Vågen och svärdet symboliserar rättvisa och enighet.